# Not Available
| Críticas profissionais | Críticas profissionais |
| Avaliações da crítica  | Avaliações da crítica  |
| Fonte                  | Avaliação              |
| ---------------------- | ---------------------- |
| Allmusic               | [ 1 ]                  |
| Piero Scaruffi         | [ 2 ]                  |

Not Available é um álbum de estúdio da banda The Residents. Gravado pela Ralph Records, foi lançado em 1978 em onze canções de 35min 21s.